# Жан де Дюнуа
Жан, бастард Орлеанский (фр. Jean le Bâtard d'Orléans), затем Жан де Дюнуа, также известен просто как Дюнуа (фр. Jean de Dunois; 23 ноября 1402, Париж — 24 ноября 1468, замок Л’Ай) — граф де Дюнуа и де Лонгвиль, прославленный французский военачальник времён Столетней войны, соратник Жанны д’Арк. Родоначальник дома Орлеан-Лонгвиль, который пресёкся в 1694 году.

## Биография
Жан был внебрачным сыном Людовика I (1372—1407), герцога Орлеанского, и Мариетты д’Энгиен, дочери Жака д’Энгиен, сеньора д’Авре, и Жаклины де Сент-Обер. В 1389 году Мариетта стала женой Обера ле Фламенка, сеньора де Канни и де Варенн, советника и камергера Людовика Орлеанского.
До получения графского титула де Дюнуа его называли Бастардом Орлеанским.
Сначала Жан воспитывался в семье своего отца и, в частности, в первые годы под руководством супруги отца, Валентины Висконти. В те времена это была распространённая практика в знатных семьях.

Герб Дюнуа. Полоса от верхнего левого угла до нижнего правого на гербе Орлеанов указывает на то, что его владелец — незаконнорождённый

В пятилетнем возрасте лишился отца, через год умерла Валентина Висконти, и Бастард Орлеанский стал воспитываться вместе с дофином Карлом, будущим королём Карлом VII, который позже вспоминал:
Принимая во внимание услуги, оказанные нам нашим дорогим и возлюбленным кузеном Жаном, Орлеанским Бастардом, графом Дюнуа и великим камергером Франции, во все времена — и когда он жил с нами при дворе, где и был вскормлен, и во время войны против наших старинных врагов и противников… с самых молодых лет, как только смог носить оружие и ратные доспехи, он участвовал во многих боях и сражениях, и всегда благородно, с большой заботой и старанием использовал все свои силы на восстановление нашей сеньории…

Юный Жан стал во главе военной и национальной французской партии, боровшейся с англичанами. Его первым крупным военным успехом стала оборона Мон-Сен-Мишеля (1425). В 1427 году он внезапным нападением заставил англичан снять осаду Монтаржи, а затем первый явился на помощь осажденному Орлеану и сделался душою его обороны. Так как надежды на помощь извне не было, то Дюнуа сумел пробудить в гарнизоне и населении веру в сверхъестественную помощь, посланную Франции в лице Жанны д’Арк. После этого французы, впервые после поражений у Азенкура (1415) и Вернёйя (1424), решаются наступать и одерживают победу у Пате; честь этого дня всецело принадлежит Жанне д’Арк и Дюнуа.
Плен и смерть Жанны приостановили успехи национальной партии. Карл VII бездействовал, энтузиазм падал, и войска занялись грабежом беззащитных селений. Лишь один Дюнуа не упал духом и продолжал затяжную войну. Особенно важно взятие им Шартра, стратегического пункта, влиявшего на оборону англичанами Парижа. Малочисленное войско Дюнуа подошло к Шартру, но не решалось его штурмовать. Тогда Дюнуа решился взять его хитростью. Воспользовавшись тем, что к городу подошел большой транспорт с рыбой, Дюнуа подкупил его владельца, переодел своих людей извозчиками и рабочими, посадил в каждую бочку по человеку и двинулся в город. Когда стража опустила подъёмный мост и транспорт вошел в город, воины Дюнуа схватили спрятанное оружие и овладели мостом. В то же время монах, подосланный Дюнуа в Шартр, отвлек своей проповедью на другом конце города основную массу жителей, и Дюнуа легко справился с гарнизоном.
После взятия Шартра Дюнуа разбил Бедфорда у Ланьи и взял несколько укреплённых пунктов, служивших Парижу как бы кольцом фортов. Его успехи ободрили партию Карла VII, и англичане были выгнаны из Парижа. С его потерей в руках англичан остались только Нормандия и Гиень. 

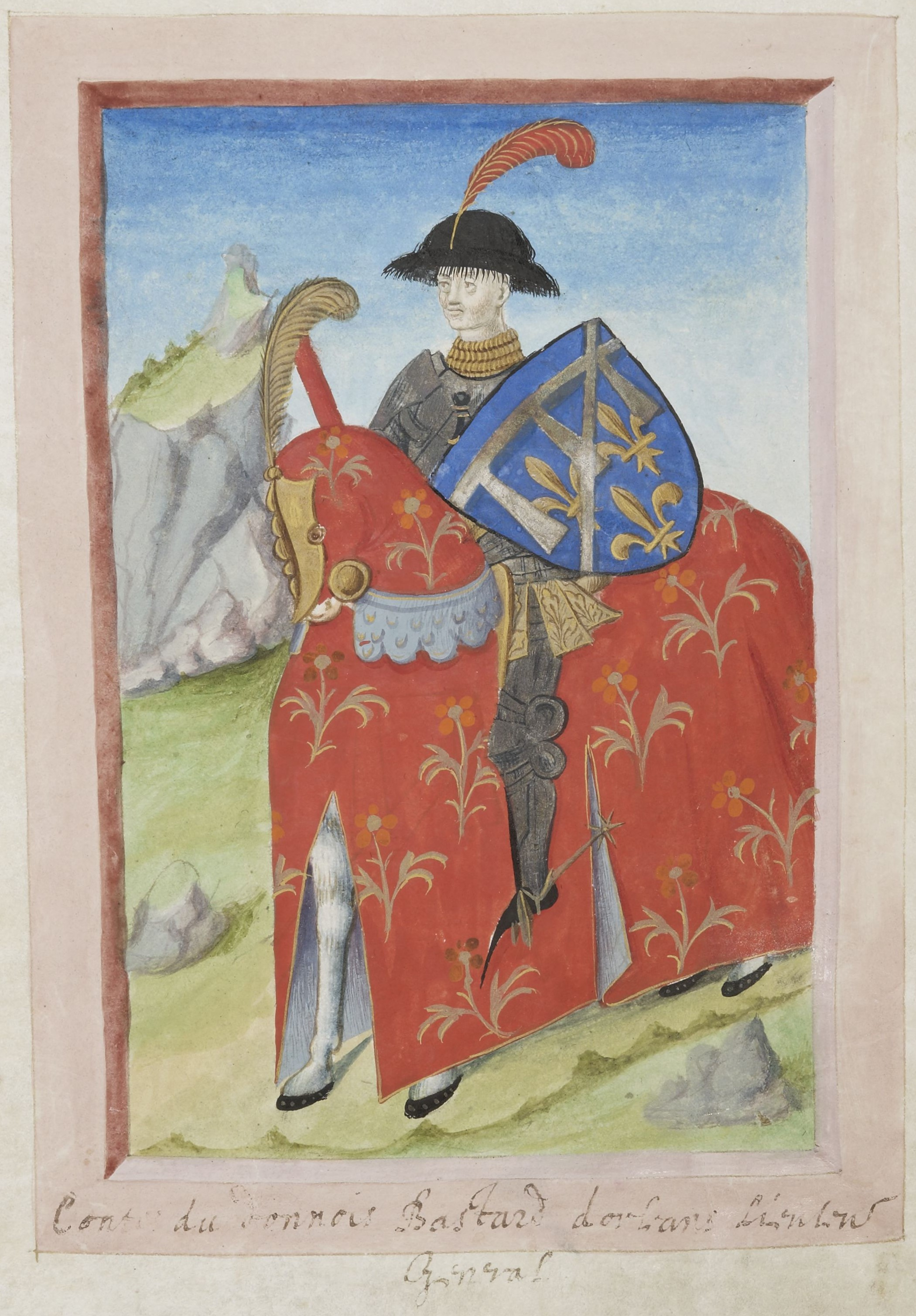
Рисунок из статьи «Дюнуа» (Миниатюра из манускрипта XV в.)

Овладев Францией, Карл VII начал организовывать армию и сокращать самовольство вассалов. Недовольная этими новшествами, феодальная аристократия в 1440 году подняла восстание. Дюнуа сперва примкнул к восставшим, но несколько успехов англичан в это же время побудили его явиться снова на службу королю, который назначил его главнокомандующим в Нормандию. Эта кампания, энергично проведенная Дюнуа, — едва ли не самая блестящая во всей его деятельности. Во главе армии, правильно организованной и строго дисциплинированной, числом около 18 тысяч человек, Дюнуа быстро двинулся к Руану и овладел им после шестидневной осады. Затем им были взяты Гарфлер и Шербург. Вся кампания в Нормандии заняла полтора года.

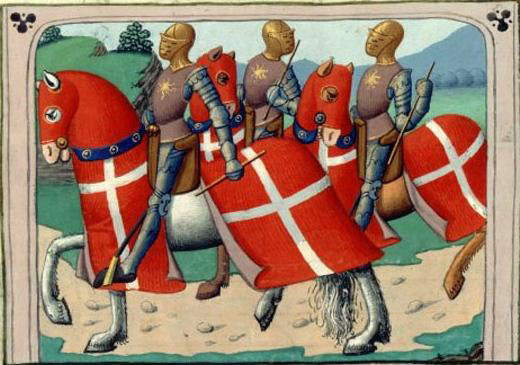
Дюнуа, Брезе и Жак Кёр во время военной компании в Гиени. Миниатюра из «Вигилий на смерть короля Карла VII».

Теперь предстояло овладеть Гиенью, и главнокомандующим был снова назначен Дюнуа. Он усилил меры для поднятия дисциплины, установил правила расквартирования и продовольствия людей, которые должны были платить жителям по установленной таксе за всё, что получали от них. Кампания в Гиени была трудной; дворянство, уже три века бывшее в подчинении Англии, практически позабыло свое французское происхождение и упорно обороняло свои укреплённые замки. Особенно долго сопротивлялся город Блай, взятый приступом лишь после того, как французский флот уничтожил британские корабли, стоявшие под стенами города. Овладев Блаем, Дюнуа взял город Фронсак и появился у Бордо во главе 20 тысяч воинов. Бордо ждал помощи от англичан, но, не получив её, сдался 30 июня 1451 года Дюнуа. 
В руках англичан из всей территории Франции оставалась одна лишь Байонна, сдавшаяся Дюнуа 7 июля 1451 года после трёх дней осады. Таким образом, Дюнуа явился главным деятелем по изгнанию англичан из Франции и восстановлению её независимости. В награду за эти заслуги Карл VII пожаловал Дюнуа звание члена королевского дома с правом на престолонаследие. Обстоятельство это, в связи с большой популярностью Дюнуа в народе, возбудило к последнему недоверие преемника Карла VII, Людовика XI, и Дюнуа был удален из Парижа в Нормандию со званием наместника[когда?].
Оскорблённый Дюнуа хотел уехать в Италию, чтобы восстановить права на Миланское герцогство преемника его матери Висконти, но Людовик XI воспретил ему это. Тогда Дюнуа примкнул к оппозиции дворян против короля и от лица её вел с ним переговоры, которые и увенчались успехом. Сам же Дюнуа был восстановлен в своих званиях и должностях.

## Титулы
- Великий камергер Франции (1403—1468).
- граф Дюнуа (1439—1468), граф де Лонгвиль (1443—1468), граф де Мортен (1424—1425), граф де Порсьен (с 1428), граф де Гин, граф Перигор (1430—1439) и др.
- Виконт де Сен-Совер.
- Барон де Партенэ.
- Сеньор де Вальбоне, де Партене, де Шатоден, де Роморантен и др.

## Семья и дети
- 1-я жена: (с апреля 1422, Бурж) Мария Луве (ум. 1426), дочь Жана Луве, президента парламента Прованса и фаворита дофина Карла. Детей не имели.

- 2-я жена: (с 26 октября 1439, Руан) Мария д’Аркур (1420—1464), дама де Партене, дочь Жака II д’Аркура, барона де Монтгомери, и Маргариты де Мелён, графини де Танкарвиль. Имели 4-х детей:

1. Жан (род. 1441) граф де Лонгвиль.
2. Мари (род. 1444), жена Луи сеньора де Бомона.
3. Франсуа II де Лонгвиль (1447—1491), граф де Дюнуа, де Танкарвиль, де Лонгвиль и де Монтгомери, великий камергер Франции, губернатор Нормандии и Дофине, коннетабль и камергер Нормандии; женат с 2 июля 1466 на Агнессе Савойской (1445—1508).
4. Екатерина Орлеанская (1449—1501); замужем с 14 мая 1468 за Иоганном VII Саарбрюккенским (ок. 1430—1492).